# Orenda OE600
Der Orenda OE600 war ein wassergekühlter Achtzylinder-V-Motor des kanadischen Herstellers Orenda Engines. Er sollte die Möglichkeit eröffnen, Flugzeuge, die serienmäßig vom beliebten Turboproptriebwerk Pratt & Whitney Canada PT6 angetrieben wurden, mit einem Kolbenmotor auszustatten, da Kolbenmotoren in Bezug auf den Treibstoffverbrauch wesentlich ökonomischer sind. Orenda Engines erwartete einen Markt bei älteren Flugzeugen, deren Triebwerke das Ende ihrer Lebenszeit erreicht hatten. Aufgrund von Marktveränderungen nach den Terroranschlägen vom 11. September 2001 wurde das Projekt jedoch eingestellt.

## Entwicklung und Konstruktion
Die Wurzeln der Konstruktion reichen bis zur „Generation 2“ der Big-Block-Motoren von Chevrolet aus den 1960er Jahren zurück. Im Jahr 1969 übernahm General Motors das Design dieser Motoren und verwendete Aluminium für den Motorblock und die Zylinder für das Modell ZL1. Ursprünglich wurden von dem Motor nur fünfzig Exemplare gebaut, um die Zulassung für die Can-Am-Rennserie zu erhalten. Einundzwanzig weitere Einheiten wurden für die Highend-Version der Corvette produziert.
In den späten 1970er Jahren traten der Luftfahrtunternehmer Richard MacCoon und sein Bruder Grant, Besitzer der Southern California Automotive Aftermarket Products Company, an den Rennmotorenkonstrukteur Lee Muir mit der Idee, den ZL1 für die Nutzung in der Luftfahrt zu modifizieren, heran. Schließlich wurde ein komplett neuer Motor auf Basis der buchsenlosen Reynolds-390-Technologie, die Chevrolet für die Can-Am-Serie einsetzte, entwickelt und in Form einiger Prototypen gebaut. Zusätzlich zum Motor konstruierte Richard Lyndhurst eine Propellergetriebe und einen Hilfsgeräteantrieb. Der Motor verfügte über Doppelturbolader und einen Nachkühler.
Entwicklung und erste Tests fanden in der Fabrik des Motorsportteams Shadow Racing Cars in Marina in der Nähe von Monterey in Kalifornien statt. Der daraus entstandene Motor, die „Thunder Engine“, wurde während der 1980er Jahre mehrfach der Allgemeinen Luftfahrt vorgeführt. Circa 1986 übernahm BKM – ein F&E- und Consultingunternehmen aus San Diego, Kalifornien – die weitere Entwicklung. Dort wurde der Motor mehrere Jahre lang weiterentwickelt. Nach Investitionen von fünf bis zehn Millionen US-Dollar wurde das Projekt jedoch aufgegeben, da sich die Anpassung des Triebwerks an die hohen Zuverlässigkeitsanforderungen der Luftfahrt als schwierig herausstellte.
Orenda übernahm die Entwicklung des Motors im Jahr 1994. Dort stellten die Ingenieure fest, dass die Maschine nicht in der Lage war, für längere Zeit bei Reiseleistung zu laufen und weitere Entwicklungen notwendig waren. 1998 wurde der Motor als OE600A musterzugelassen. Der Vertrieb des OE600 sollte auf das sehr populäre Turboproptriebwerk PT6 zielen. Obwohl Turboproptriebwerke ein sehr gutes Leistungsgewicht aufweisen, haben sie einen sehr hohen Treibstoffverbrauch und verlieren proportional zur Flughöhe an Leistung. Der OE600 bot einen ökonomischeren Treibstoffverbrauch sowie höhere Steigleistungen und Reisegeschwindigkeiten, was zu niedrigeren Betriebskosten führte. Nachteilig für den OE600 wirkte sich die höhere Komplexität eines Kolbenmotors im Vergleich zu einer Turbine aus. Der OE600 benötigte zunächst eine TBO von 1500 Stunden während die PT6 lediglich alle 2000 bis 6000 Stunden überholt werden muss. Orenda hoffte, die TBO des OE600 durch das Sammeln von Erfahrungswerte während des Betriebs auf 2500 Stunden erhöhen zu können.

## Verwendung
Orenda und weitere Unternehmen arbeiteten an ergänzenden Musterzulassungen für verschiedene beliebte Flugzeuge. Der Motor wurde als möglicher Triebwerksersatz für eine Reihe von Flugzeugen, unter anderem die Air Tractor 300 und 400, die de Havilland Canada DHC-2 und DHC-3 Otter, die Beechcraft C90 King Air, die Aero Commander 500 und die  AEA Explorer 500R, getestet. Prinzipiell wurde jedes oft eingesetzte Flugzeug mit einer Triebwerksleistung um 600 PS als Ziel für den Motor in Betracht gezogen. Orenda rechnete mit rund 30.000 Flugzeugen, die von einer PT6, einem Pratt & Whitney R-1340, einem Wright R-1820 oder von verschiedenen Motoren aus dem Ostblock mit ähnlicher Nennleistung angetrieben wurden. Außerdem wurden verschiedene neue Flugzeuge wie die TAI ZIU, die Hongdu N-5, die LZ-400 Rhino und die Lancair Tigress für den OE600 konstruiert.
Orenda eröffnete eine neue Zweigstelle mit Namen „Orenda Recip“ auf der ehemaligen Basis der Royal Canadian Air Force in Debert in Nova Scotia, um dort Flugzeuge mit dem OE600 auszustatten und zu warten. Zu dieser Zeit bot das Unternehmen bereits ergänzende Musterzulassungen für die DHC-3 Otter an. Eine ergänzende Musterzulassung für die King Air war ebenfalls in Planung. Es bestand ebenfalls Interesse an einer kleineren und einer größeren Version des Motors. Nachdem Orenda den Markt für eine Version mit 750 PS (552 kW) – den OE750 – evaluiert hatte, entschied sich das Unternehmen stattdessen für die Entwicklung einer kleineren Version mit 500 PS (368 kW).
Die Ereignisse des 11. September 2001 zwangen Orenda dazu, sich ausschließlich auf militärische Projekte zu konzentrieren und das OE600-Projekt einzustellen. Die Konstruktion wurde später von einer Gruppe von Investoren übernommen, die den Motor unter der Marke „Texas Recip“ vertreiben wollten. Am 29. August 2006 wurde Paul Thorpe, Geschäftsführer von Texas Recip, wegen Betrugs zu einer Gefängnisstrafe von drei Jahren und fünf Monaten verurteilt. Thorpe hatte Investoren vorgegaukelt, ihre Gelder für die Entwicklung des Motors zu verwenden, zahlte jedoch mit dem Geld Investoren aus, die zuvor in sein Projekt investiert hatten.
Zuletzt wurde das Triebwerk von TRACE Engines aus Midland in Texas weiterentwickelt und erhielt im Jahr 2009 eine Musterzulassung durch die Federal Aviation Administration. Yorktown Aircraft baut den Motor in Kanada in Agrarflugzeuge ein. So erhielt eine kanadische de Havilland Canada DHC-2 nach einem komplizierten Zulassungsprozess im Jahr 2012 eine temporäre Zulassung für den Betrieb mit dem OE600.